# Тучкевич Володимир Максимович
Володимир Максимович Тучкевич (1904—1997) — радянський фізик, академік АН СРСР і РАН, Герой Соціалістичної Праці, лауреат Ленінської премії та Сталінської премії першого ступеня.

## Біографія
Володимир Тучкевич народився 16 (29) грудня 1904 року в селі Янівці (Яноуци) (нині — село Іванівці, Дністровського району, Чернівецька область). Навчався в реальному училищі, потім у школі в місті Уфі.
У листопаді 1919 року, не закінчивши школу, вступив добровольцем до лав РСЧА. Був начальником військово-санітарного поїзда, навчався у Військово-піхотній школі і одночасно на підготовчих курсах для вступу до вузу. У 1924 році Володимир Тучкевич був демобілізований.
У тому ж році вступив на фізико-математичний факультет КДУ імені Т. Г. Шевченка. Будучи студентом, з 1927 року працював в Рентгенівському інституті. Після закінчення університету в 1928 році Володимир Тучкевич навчався в аспірантурі. Одночасно працював в Метеорологічному інституті, організував і очолив фізичну лабораторію у Харківському рентгенологічному інституті. У 1931— 1935 роках працював викладачем у Харківському електротехнічному інституті.
З 1935 року Володимир Тучкевич жив у Ленінграді, де працював у Ленінградському фізико-технічному інституті АН СРСР (ЛФТІ). Був науковим співробітником, старшим науковим співробітником, вченим секретарем і завідувачем лабораторією. У цьому ж році продовжив викладацьку діяльність у Леніградському політехнічному інституті імені М. В. Калініна: спочатку був доцентом кафедри фізики, потім професором кафедри експериментальної фізики. У 1939 році Володимир Тучкевич захистив кандидатську дисертацію. Основні наукові інтереси Володимира Тучкевича були пов'язані з фізикою напівпровідників і створенням напівпровідникових приладів.
У роки війни він працював у групі Анатолія Александрова щодо захисту кораблів від магнітних мін на Балтійському та Північному морях. Також Володимир Тучкевич співпрацював з Ігорем Курчатовим, Борисом Годзевичем та з іншими відомими радянськими вченими.
У перші роки після закінчення війни керував дослідженнями, пов'язаними з розподілом ізотопів важких елементів. З 1949 року в ЛФТІ очолював сектор, де займався розробкою методів отримання чистих монокристалів германію та кремнію, що призвели до розробки в 1952 році перших германієвих площинних діодів і транзисторів.
У 1951 році Володимир Тучкевич висунув ідею створення напівпровідникових приладів на великі струми і напруги, керував розробкою потужних германієвих і кремнієвих діодів. В лабораторії Тучкевича молодшим науковим співробітником працював майбутній лауреат Нобелівської премії з фізики — Жорес Алфьоров. У 1952 році Володимир Тучкевич вступив до лав КПРС. А у 1956 році захистив докторську дисертацію.
У 1968 році Тукчевича обрали членом-кореспондентом, а в 1970 році він став дійсним членом АН СРСР. У 1967 — 1986 роках був директором Фізико-технічного інституту імені А. Ф. ЙоффеАН СРСР.
Володимир Тучкевич був одним з академіків Академії Наук СРСР, які підписали в 1973 році лист вчених у газету «Правда» із засудженням «поведінки академіка Андрія Сахарова». У листі Сахаров звинувачувався в тому, що він «виступив з низкою заяв, що ганьблять державний устрій, зовнішню і внутрішню політику Радянського Союзу», а його правозахисну діяльність академіки оцінювали як таку, що «ганьбить честь і гідність радянського вченого».
Керував комплексною програмою по широкому використанню силової напівпровідникової перетворювальної техніки в народному господарстві країни. Брав участь у розробках, пов'язаних з можливістю контролю і керування конверторами з кисневим дуттям, що використовуються у виробництві чорних і кольорових металів. У 1983 році сформував у Ленінградському політехнічному інституті імені М. І. Калініна кафедру «Фізика напівпровідникових приладів» і очолив її на громадських засадах.
З 1987 року Володимир Тучкевич завідувач групою Фізико-технічного інституту ім. А. Ф. Йоффе, став радником Президії РАН. Також він радником при дирекції інституту, завідувачем кафедри Санкт-Петербурзького державного технічного університету.
Наукові роботи Володимира Тучкевича відносяться в основному до фізики і техніки напівпровідників. Його дослідження привели до розробки принципів отримання германієвих площинних діодів та тріодів, фотоелементів і фотодіодів. В лабораторії Тучкевича у Фізико-технічному інституті були розроблені перші в нашій країні германієві і кремнієві діоди та тріоди. Спільно з Бенціоном Вулом та Сергієм Калашніковим аін заклав основи радянської напівпровідникової промисловості, створив новий напрямок — силову напівпровідникову техніку, розробивши силові напівпровідникові. Володимир Тучкевич — автор понад 150 наукових робіт та 18 авторських винаходів.
Неодноразово обирався членом Ленінградського обкому КПРС (1970—1976 роки), членом Ленінградського міськкому КПРС (1968—1970 і 1976—1980 роки).
Жив у місті Санкт-Петербурзі. Помер Володимир Тучкевич 24 липня 1997 року.

## Адреси в Ленінграді
- 1951—1961 — Полозова вулиця, 17;
- 1961—1970 — вулиця Леніна, 25.

## Пам'ять
- На будівлі Фізико-технічного інституту (Політехнічна вулиця, 26) в Ленінграді у 2003 році була встановлена меморіальна дошка (художник Е. Х. Насібулін) з текстом: «У цьому будинку з 1936 по 1997 рік працював видатний радянський вчений Володимир Максимович Тучкевич».

## Нагороди та почесні звання
- Указом Президії Верховної Ради СРСР від 28 грудня 1984 року за великі заслуги в розвитку радянської науки і техніки, підготовки наукових кадрів та у зв'язку з 80-річчям з дня народження Тучкевичу Володимиру Максимовичу присвоєно звання Героя Соціалістичної Праці.
- три ордена Леніна
- орден Вітчизняної війни II ступеня
- орден Трудового Червоного Прапора
- заслужений діяч науки і техніки РРФСР
- Ленінська премія (1966 рік) — за дослідження складних структур з p—n переходами, розроблення технології виготовлення і впровадження в серійне виробництво силових кремнієвих вентилів
- Сталінська премія першого ступеня (1942) — за видатні винаходи і корінні удосконалення методів виробничої роботи

## Наукові праці
Деякі роботи, серед них і спільні:
- В. М. Тучкевич. Физика: проблемы, история, люди: сборник научных трудов. — М.: Наука, 1986. — 247 с.
- В. М. Тучкевич, И. В. Грехов. Новые принципы коммутации больших мощностей полупроводниковыми приборами. — Л.: Наука, 1988.
- В. М. Тучкевич. Воспоминания о Я. В. Френкеле. — М.: Наука, 1976. — 277 с.
- А. А. Логунов, А. П. Александров, Ф. В. Бункин, Б. М. Вул, В. Л. Гинзбург, В. М. Тучкевич, Д. В. Скобельцын, Е. П. Велихов, Н. Г. Басов, П. Л. Капица, Р. З. Сагдеев, Р. В. Хохлов. Александр Михайлович Прохоров (К шестидесятилетию со дня рождения). // УФН. — 1976. — Т. 119, № 7.
- Чтения памяти А. Ф. Иоффе: Сб. науч. тр. / Отв. ред. В. М. Тучкевич — Л.: Наука: Ленингр. отд-ние , 1988 — 76 с.
- Е. Б. Александров, Ж. И. Алферов, Н. Г. Басов, Ф. В. Бункин, Ю. Н. Денисюк, Я. А. Имас, М. М. Мирошников, Г. Т. Петровский, A. М. Прохоров, В. М. Тучкевич. Алексей Михайлович Бонч-Бруевич (к семидесятилетию со дня рождения). // УФН. — 1986. — Т. 150, № 12.
- Е. Б. Александров, Ж. И. Алферов, Н. Г. Басов, Ф. В. Бункин, О. Н. Крохин, Б. А. Мамырин, М. М. Мирошников, В. В. Осико, П. П. Пашинин, Г. Т. Петровский, A. М. Прохоров, В. М. Тучкевич. Алексей Михайлович Бонч-Бруевич (к 80-летию со дня рождения). // УФН. — 1996. — Т. 166, № 6.
- А. М. Бонч-Бруевич, Н. И. Калитеевский, А. А. Каплянский, В. П. Линник, М. М. Мирошников, Б. С. Непорент, А. И. Рыскин, В. М. Тучкевич, С. Э. Фриш, Е. Н. Царевский. «Пётр Петрович Феофилов (К шестидесятилетию со дня рождения)» // Успехи физических наук, Т. 115, № 4 (1975).